# Villelongue-dels-Monts
Villelongue-dels-Monts – miejscowość i gmina we Francji, w regionie Oksytania, w departamencie Pireneje Wschodnie.
Według danych na rok 1990 gminę zamieszkiwało 831 osób, a gęstość zaludnienia wynosiła 72 osoby/km² (wśród 1545 gmin Langwedocji-Roussillon Villelongue-dels-Monts plasuje się na 391. miejscu pod względem liczby ludności, natomiast pod względem powierzchni na miejscu 672.). 

## Zabytki
Zabytki na terenie gminy posiadające status monument historique:

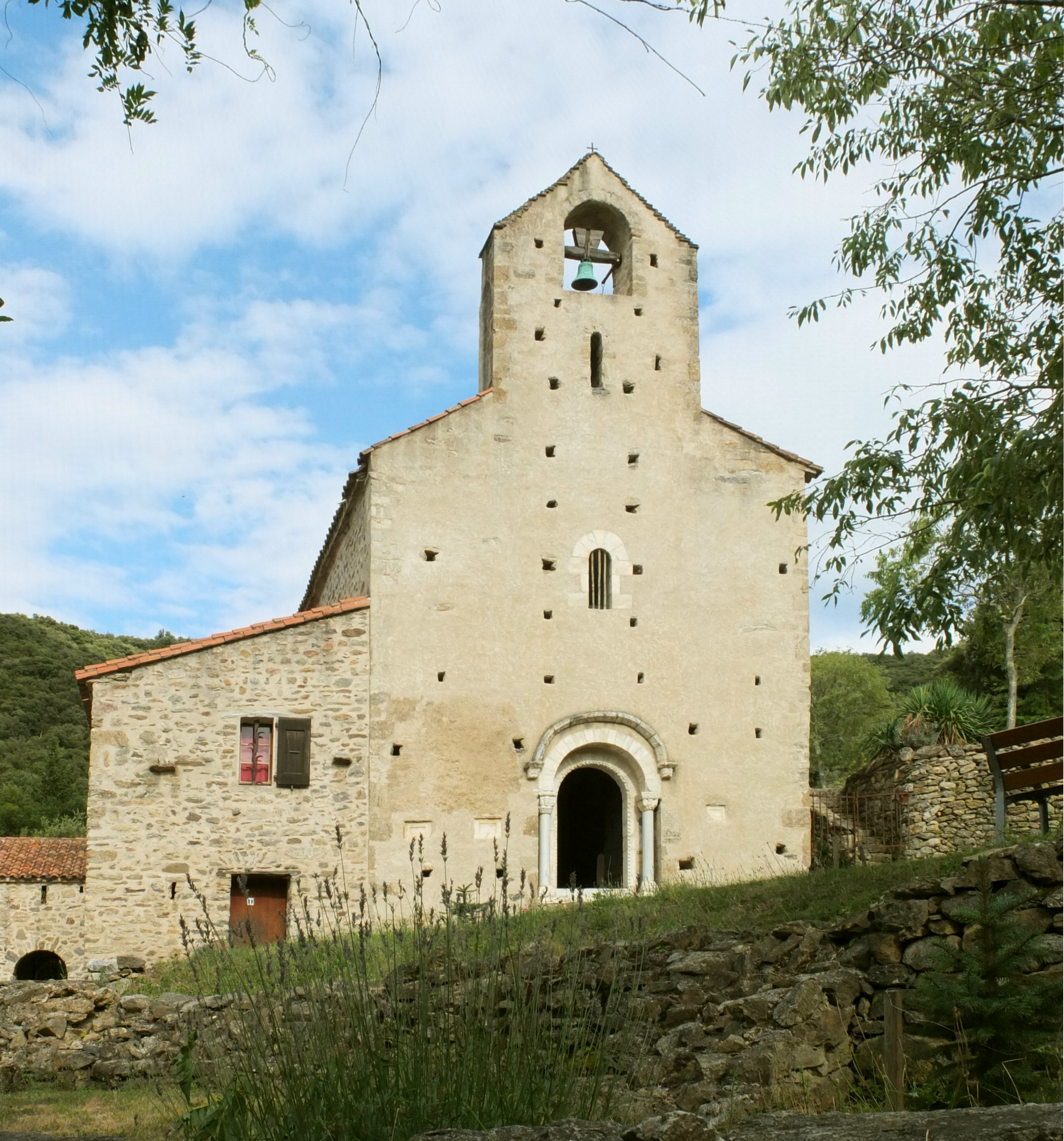
kaplica Notre-Dame de Vilar (Chapelle Notre-Dame de Vilar lub Santa Maria del Vilar)
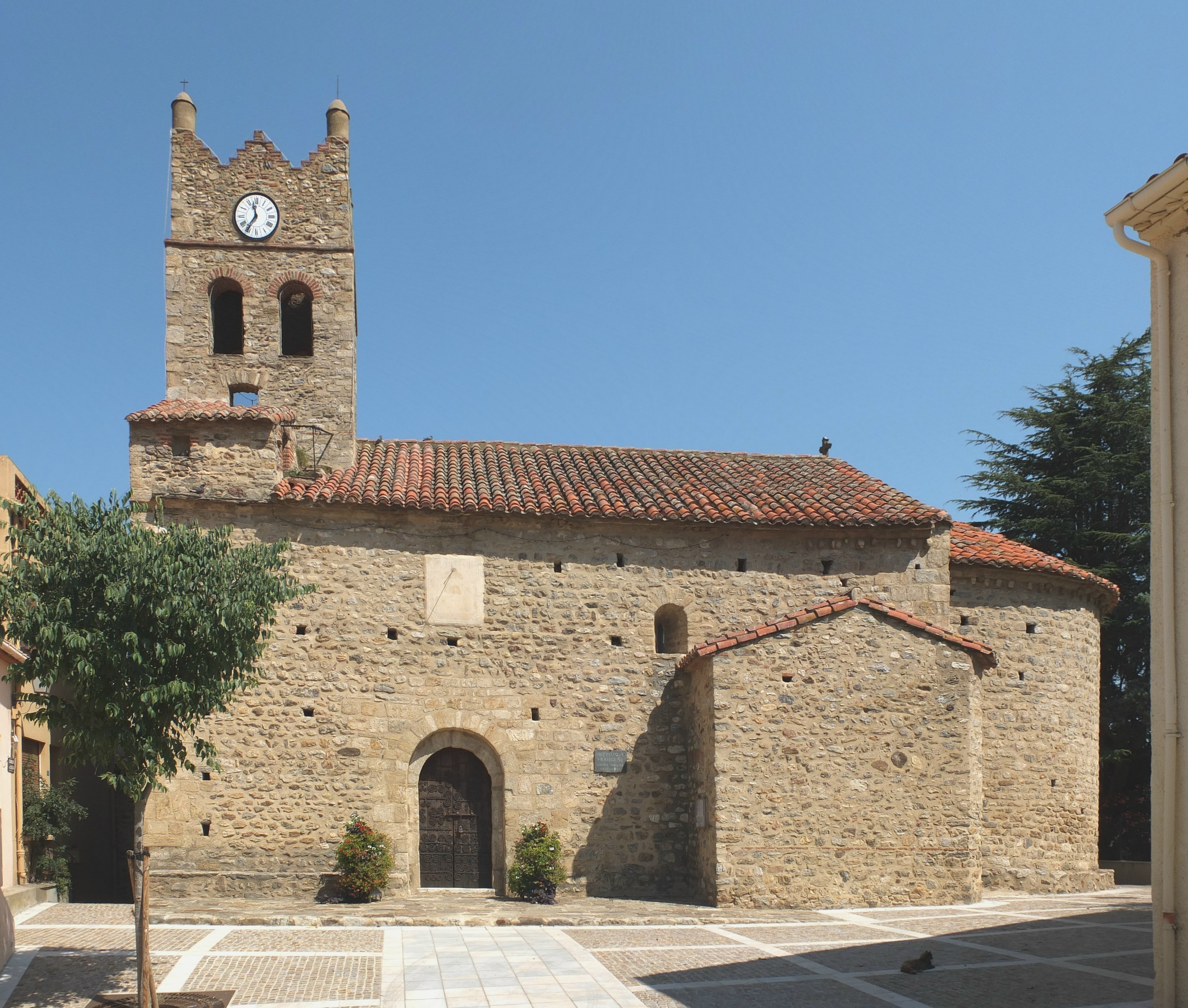
Kościół Saint-Étienne